# Turraea adjanobounii
Turraea adjanobounii är en tvåhjärtbladig växtart som beskrevs av Ake Assi. Turraea adjanobounii ingår i släktet Turraea och familjen Meliaceae. Inga underarter finns listade i Catalogue of Life.